# نظریه سامانه خطی تغییرناپذیر با زمان
نظریه سامانه خطی تغییرناپذیر با زمان، مبحثی در ریاضیات کاربردی است که دارای کاربرد در رشته‌هایی همچون پردازش سیگنال، نظریه کنترل، مدارها و لرزه‌شناسی است. این‌گونه سامانه‌ها، خطی و تغییرناپذیر با زمان هستند. این ویژگی‌ها (دقیقا یا تقریباً) برای بسیاری از سیستم‌های فیزیکی مهم اعمال می‌شوند، در این صورت پاسخ y(t) سیستم به ورودی دلخواه x(t) را می‌توان مستقیماً با استفاده از کانولوشن پیدا کرد:
{\displaystyle y(t)=x(t)*h(t)}
که در آن h(t) پاسخ ضربه سامانه نامیده می‌شود و ∗ نشان دهنده کانولوشن است (نباید با ضرب اشتباه گرفته شود، همان‌طور که اغلب توسط این نماد در زبان‌های رایانه‌ای استفاده می‌شود). علاوه بر این، روش‌های سامانمند برای حل چنین سامانه‌هایی (تعیین‌کردن h(t)) وجود دارد، درحالی‌که سامانه‌هایی که هردو ویژگی را ندارند معمولاً برای حلِ تحلیلی دشوارتر (یا غیرممکن) هستند. یک مثال خوب از یک سامانه LTI هر مدار الکتریکی متشکل از مقاومت‌ها، خازن‌ها، سلف‌ها و تقویت‌کننده‌های خطی است.

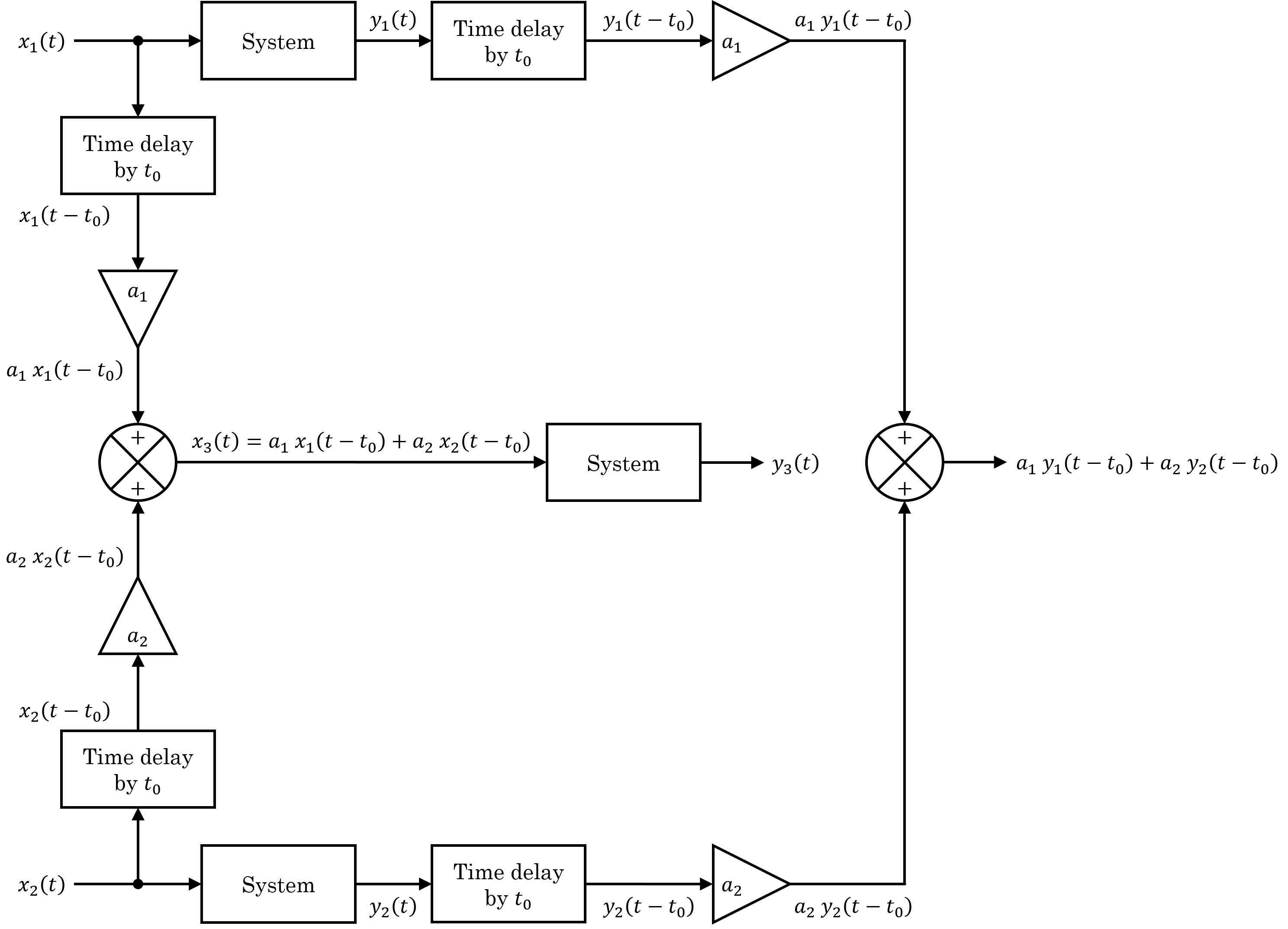
نمایی از نمودار بلوکی که اصل برهم‌نهی و عدم تغییر زمانی را برای یک سیستم تک ورودی تک خروجی زمان پیوسته قطعی نشان می‌دهد. این سیستم اصل برهم‌نهی را برآورده می‌کند و زمان ثابت است اگر و فقط اگر y3(t) = a1y1(t – t0) + a2y2 (t – t0) برای همه زمان‌ها t، برای همه ثابت‌های واقعی a1، a2، t0 و برای همه ورودی‌های x1(t)، x2(t)

## برای مطالعهٔ بیشتر
- Porat, Boaz (1997). A Course in Digital Signal Processing. New York: John Wiley. ISBN 978-0-471-14961-3.
- Vaidyanathan, P. P.; Chen, T. (May 1995). "Role of anticausal inverses in multirate filter banks — Part I: system theoretic fundamentals" (PDF). IEEE Trans. Signal Process. 43 (5): 1090. Bibcode:1995ITSP...43.1090V. doi:10.1109/78.382395.